# Orla Laugesen
Orla Laugesen (født 20. oktober 1912 i Lemvig, død 18. oktober 1984 i Esbjerg) var en dansk fodboldspiller, som spillede i AGF. Han fik tre kampe på det danske landshold.

Orla Laugesen fik i 1932 debut som 19-årig på AGFs førstehold. I sæsonen 1932-33 var Olra Laugesen med på det AGF-hold, der blev nummer tre i Danmarksturneringen.
I 1935 spillede han sin første landskamp for Danmark. Han fik yderligere to landskampe. Den sidste mod Sverige i 1938. Året efter indstillede han karrieren som 26-årig for at blive uddannet som elektromekaniker.